# ハンス・ギューデ
ハンス・フレデリク・ギューデ（Hans Fredrik Gude、1825年3月13日 - 1903年8月17日）はノルウェー生まれで、ドイツで活躍した画家である。風景画や海洋画を描いた。

## 略歴
クリスチャニア（現在のオスロ）で生まれた。1838年から1841年の間、クリスチャニア王立絵画学校でフリントー(Johan Flintoe)に学んだ後、デュッセルドルフに移り、風景画家のアンドレアス・アッヒェンバッハに学び、1842年にデュッセルドルフ美術アカデミーに入学し、ヨハン・ヴィルヘルム・シルマーのもとで学んだ。1844年に卒業した後も美術アカデミーに助手として残った。1846年に友人となったノルウェーの画家、アドルフ・ティーデマン（Adolph Tidemand:1814-1876）とノルウェーを旅した。ティーデマンとギューデは多くの合作の絵画を残すことになる。1848年から1850年はクリスチャニアに滞在し、その後再び、デュッセルドルフに戻り、ベルリンの展覧会で賞を受賞した。
1854年にシルマーがカールスルーエの美術学校の校長になると、シルマーの後任として、デュッセルドルフ美術アカデミーの風景画の教授となり1861年まで続けた。その後2年ほどウェールズで過ごした。
1863年にシルマーが没すると、カールスルーエの美術学校の校長職を継いで、1870年までその仕事を続け、その後も1880年まで教師として働いた。かつての教え子でベルリンの美術学校（Königliche Akademie der Künste)の校長になったアントン・フォン・ヴェルナーに招かれて、ベルリンの美術学校の風景画の部長となり1901年まで教授を務めた。ベルリンで没した。
主な学生や弟子には、エリク・ボドム、Carl Coven Schirm、ヴァルター・ライスティコフ、Konrad Alexander Müller-Kurzwelly、パウル・ミューラー＝ケンプフ、Hans Völcker、アクセル・ノルドグレン、ヴィクトリア・オーベリらがいる。

## 作品

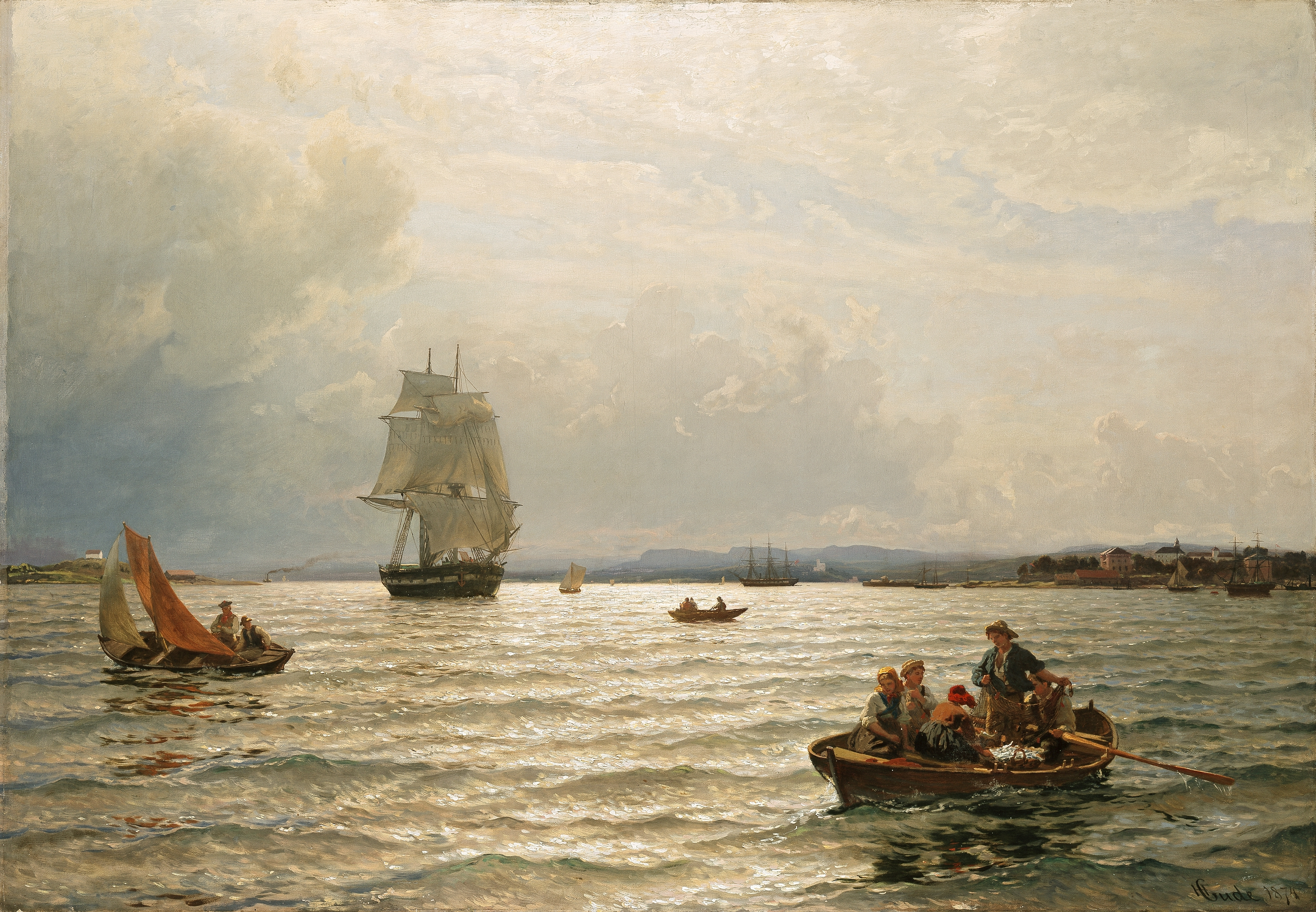
クリスチャニアの入り江(1874)
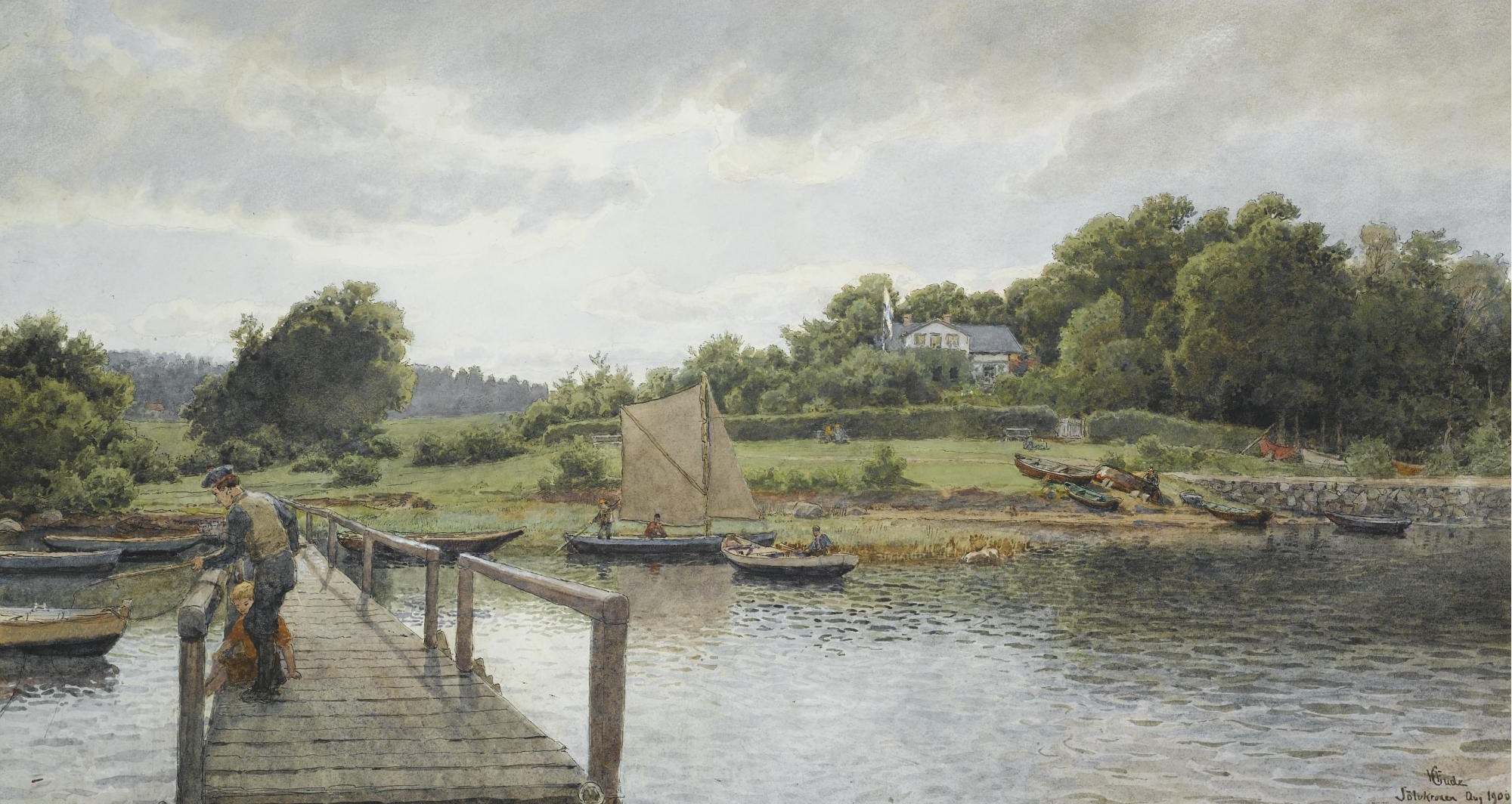
Sølvkronenの釣り(1900)
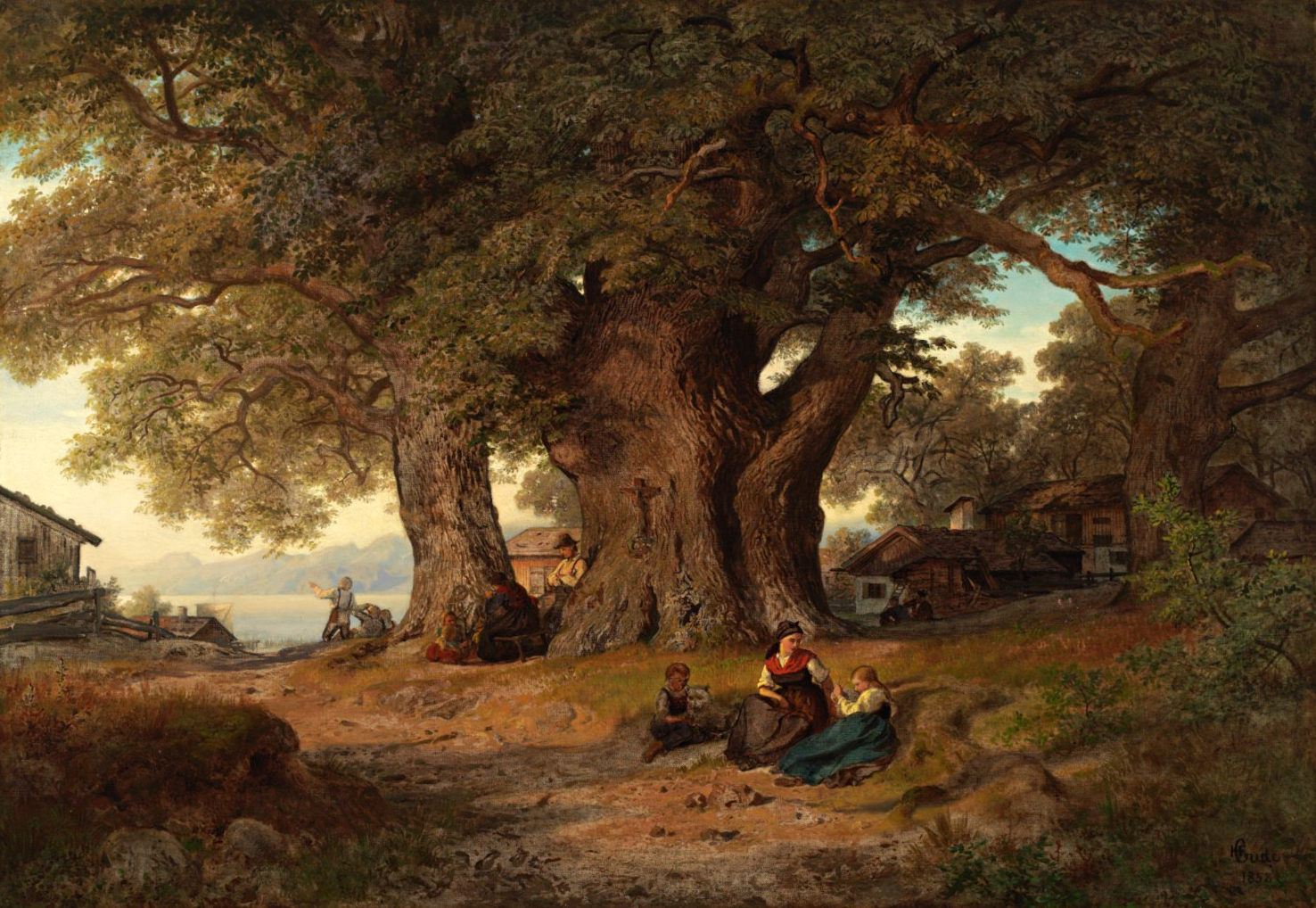
樫の下で (1858)
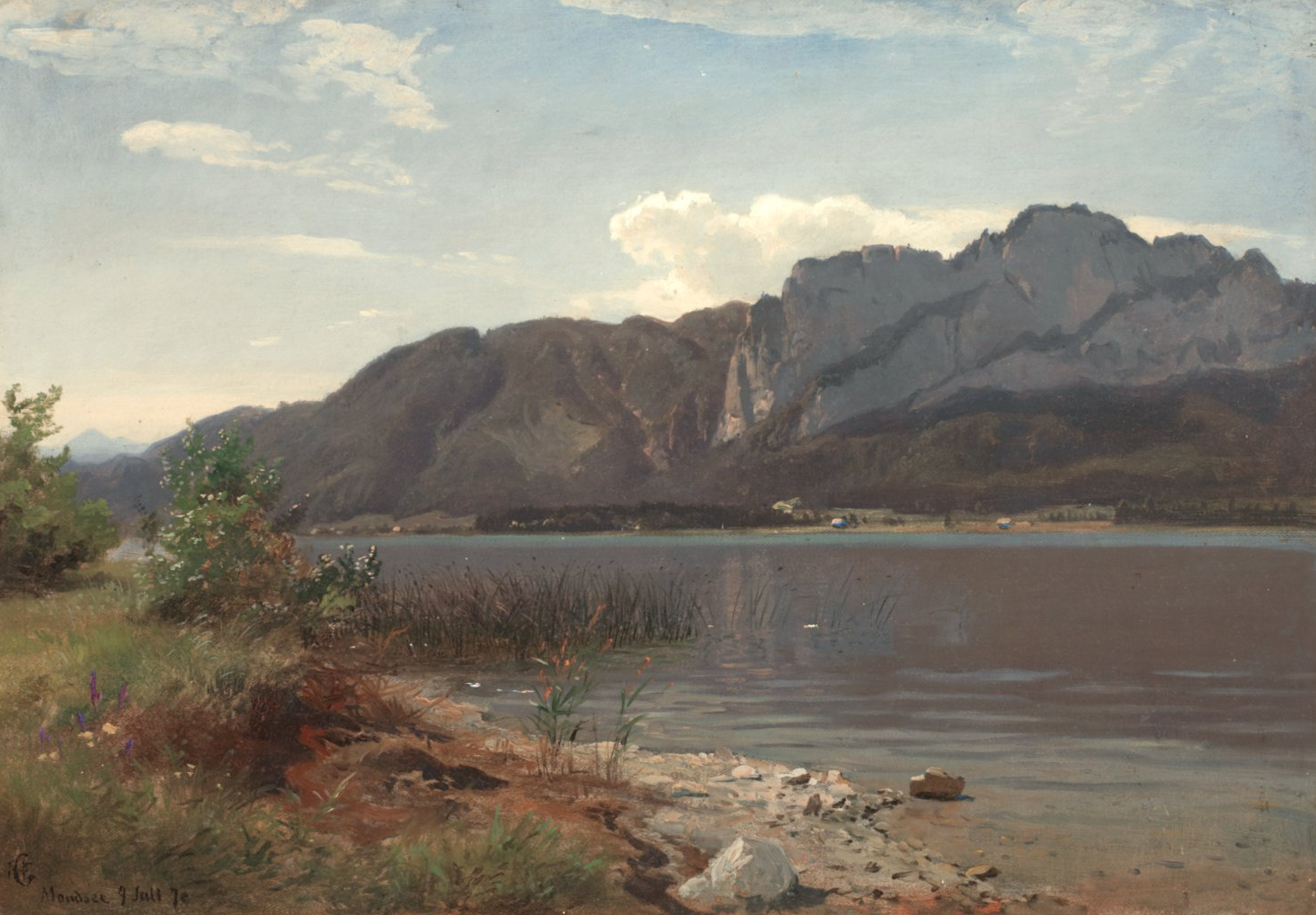
モンド湖 の風景(1870)
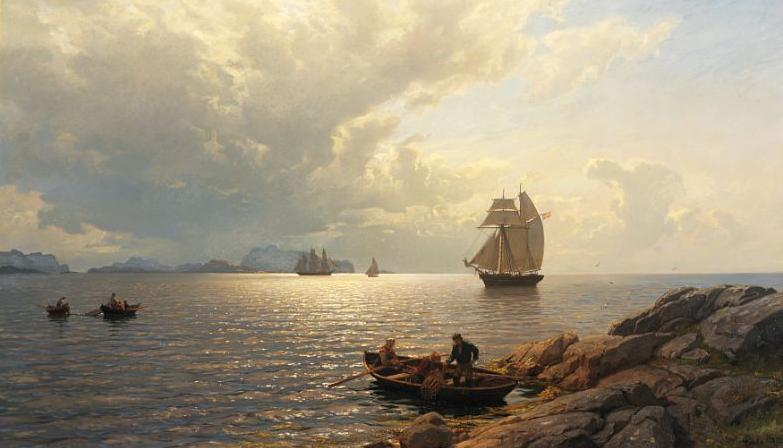
クリスチャニアのフィヨルドの風景 (1872)
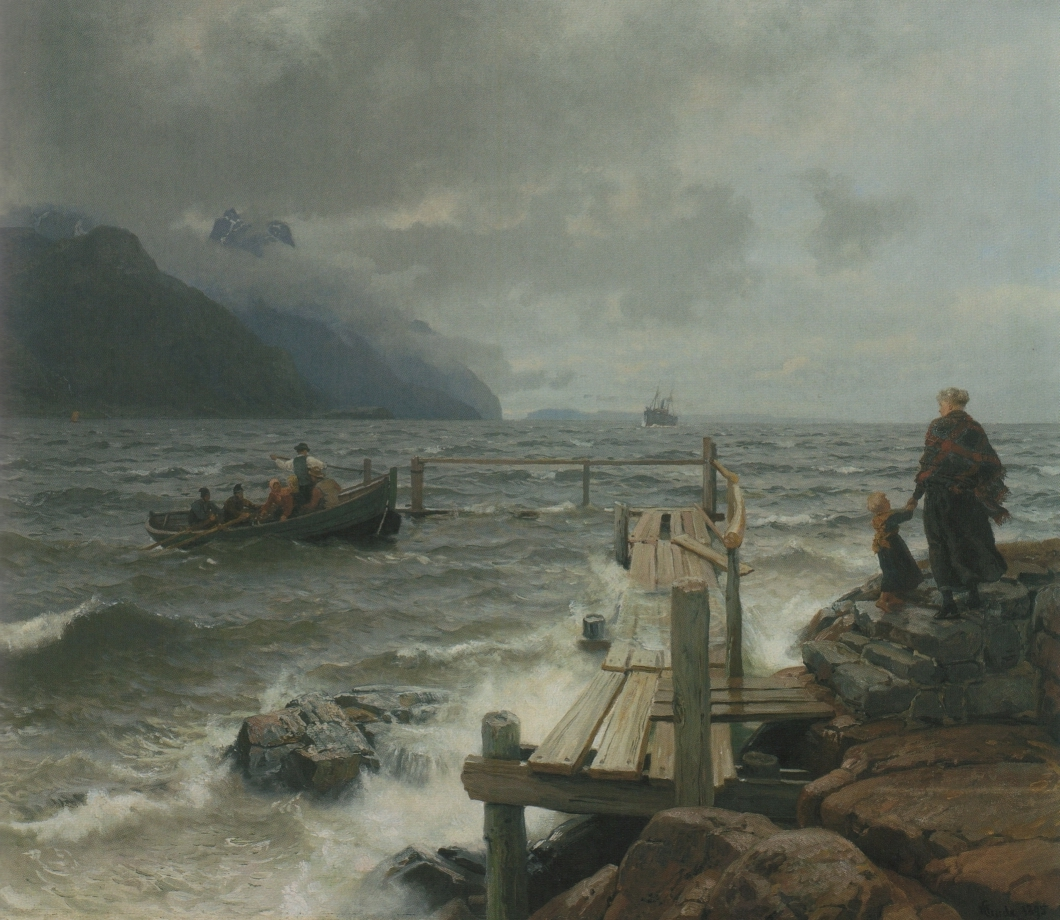
ノルウェー海岸